# Billboard R&B Songs
A Billboard R&B Songs é a tabela musical padrão dos Estados Unidos que avalia a lista das vinte e cinco músicas de género R&B mais vendidas no decorrer de uma semana, publicada pela revista Billboard. As posições são atribuídas através do número de vendas físicas, digitais e o número de audiência nas rádios dentro do estilo urbano. A semana de contagem começa na segunda-feira e termina no domingo. Todas as quintas-feiras são publicados os resultados na edição semanal da revista e ainda na página oficial na Internet da mesma.
Esta alteração faz parte de uma nova metodologia aplicada pela publicação Billboard, que acompanha a evolução da popularidade das músicas R&B desde 1942. Segundo a revista, "a fórmula mais recente ostenta uma dependência quase exclusiva nas [audiências das] rádios". A primeira edição da tabela foi publicada a 11 de Outubro de 2012, e a canção de estreia a atingir o topo foi "Diamonds" por Rihanna.